# Arlensk
Arlensk (biał. Арленск; ros. Орленск, Orlensk) – osiedle na Białorusi, w obwodzie homelskim, w rejonie homelskim, w sielsowiecie Ciareszkawiczy.